# Copa Intercontinental de Basquete de 2015
A Copa Intercontinental de Basquete de 2015 foi a vigésima quinta edição do torneio máximo de clubes da FIBA envolvendo os campeões da Euroliga 2015 (Real Madrid) e da Liga das Américas 2015 (Bauru) que aconteceu entre os dias 25 de setembro e 27 de Setembro no Ginásio do Ibirapuera em São Paulo, São Paulo.

## Resultado Final
| Partida  | Data                         | Time 1      | Placar  | Time 2      |
| -------- | ---------------------------- | ----------- | ------- | ----------- |
| Jogo 1   | 25 de Setembro (Sexta-Feira) | Bauru       | 91–90   | Real Madrid |
| Jogo 2   | 27 de Setembro (Domingo)     | Real Madrid | 91–79   | Bauru       |
| Agregado |                              | Real Madrid | 181–170 | Bauru       |

## Destaques Individuais
- MVP -  Sergio Llull  (Real Madrid).[4]
- Maior anotador -  Rafael Hettsheimeir  (Bauru), com 44 pontos.
- Mais assistências -  Ricardo Fischer  (Bauru), com 14 assistências.
- Maior reboteiro -  Gustavo Ayón  (Real Madrid), com 17 rebotes.

## Classificação
| Pos. | Equipes     | Pts | J | V | D | PM  | PS  | Dif |
| ---- | ----------- | --- | - | - | - | --- | --- | --- |
| 1    | Real Madrid | 3   | 2 | 1 | 1 | 181 | 170 | +11 |
| 2    | Bauru       | 3   | 2 | 1 | 1 | 170 | 181 | -11 |

| Copa Intercontinental de Basquete de 2015 |
| Espanha                                   |
| ----------------------------------------- |
| Campeão Real Madrid (5º título)           |